# Alessandro Argenton
Alessandro Argenton (Cividale del Friuli, 11 de febrero de 1937-Bolonia, 7 de enero de 2024) fue un jinete italiano que compitió en la modalidad de concurso completo. Participó en cinco Juegos Olímpicos de Verano entre los años 1960 y 1976, obteniendo dos medallas, oro en Tokio 1964 y plata en Múnich 1972.

## Palmarés internacional
| Juegos Olímpicos | Juegos Olímpicos | Juegos Olímpicos | Juegos Olímpicos |
| Año              | Lugar            | Medalla          | Categoría        |
| ---------------- | ---------------- | ---------------- | ---------------- |
| 1964             | Tokio (Japón)    | Medalla de oro   | Por equipos      |
| 1972             | Múnich (RFA)     | Medalla de plata | Individual       |